# Корковадо (залив)
Корковадо (исп. Golfo Corcovado) — залив, отделяющий южную часть острова Чилоэ от континентальной части Чили. 
Соединён с Тихим океаном проливом Гуафо. 
Ширина залива колеблется от 30 до 40 км, а его длина составляет 100 км. Глубины от 100 до 200 метров, максимальная глубина — 259 метров. 
Котловина залива была образована ледниками в четвертичном периоде. 
Во время летнего сезона (с декабря по апрель) в заливе можно наблюдать крупную популяцию синих китов.